# Pterostylis collina
Pterostylis collina är en orkidéart som först beskrevs av Herman Montague Rucker Rupp, och fick sitt nu gällande namn av Mark Alwin Clements och David Lloyd Jones. Pterostylis collina ingår i släktet Pterostylis och familjen orkidéer. Inga underarter finns listade i Catalogue of Life.